# The Game (canción de Disturbed)
«The Game» es una canción de la banda estadounidense de metal alternativo Disturbed; es el cuarto sencillo de su álbum debut The Sickness, del cual no se realizó la filmación de un video musical. Alcanzó en número 34 del Mainstream Rock Tracks de la revista Billboard.

## Miembros
- David Draiman - voz
- Dan Donegan - guitarra, electrónicos
- Steve Kmak - bajo
- Mike Wengren - batería, percusiones, programador
- Johnny K - productor
- Andy Wallace - productor
- Howie Weinberg - masterización

## Posicionaiento
| Año  | Listas                 | Posición |
| ---- | ---------------------- | -------- |
| 2002 | Mainstream Rock Tracks | 34       |